# Barry Maister
Barry Maister (né le 6 juin 1948 à Christchurch) est un joueur de hockey sur gazon néo-zélandais. Il participe aux Jeux olympiques d'été de 1976 et remporte la médaille d'or de la compétition. Il est actuellement membre du Comité international olympique. Il est également de frère de Selwyn Maister.

## Palmarès

### Jeux olympiques
- Jeux olympiques de 1976 à Montréal,  Canada
  -  Médaille d'or.